# Amtsgericht Soltau

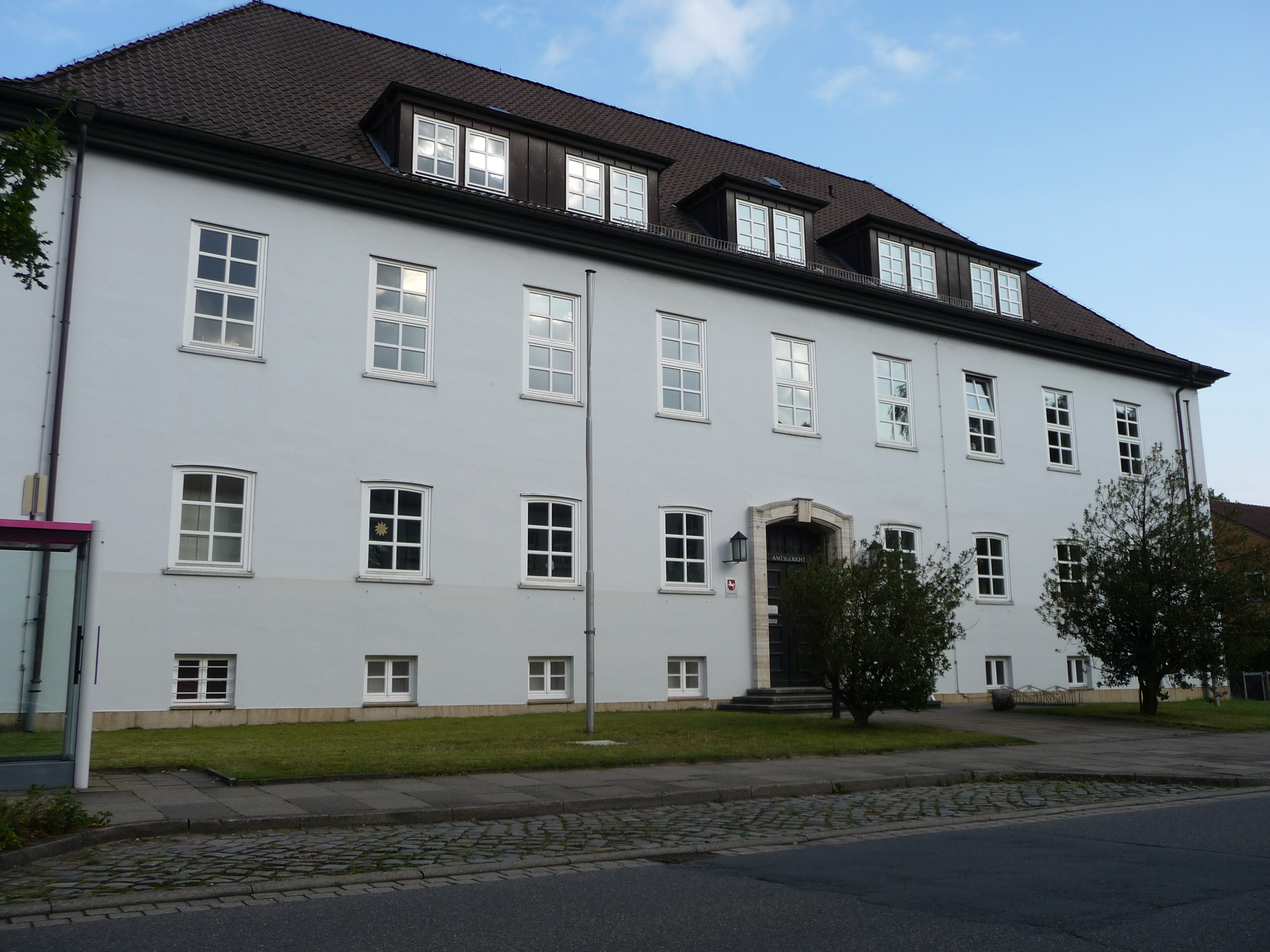
Hauptgebäude am Rühberg

Das Amtsgericht Soltau ist eines von sechs Amtsgerichten im Bezirk des Landgerichts Lüneburg. Es hat seinen Sitz in Soltau im Landkreis Heidekreis in Niedersachsen und besteht seit dem 1. Oktober 1852.

## Zuständigkeiten
Zuständig ist das Amtsgericht Soltau für rund 74.000 Gerichtspersonen in den Städten und Gemeinden des ehemaligen Landkreises Soltau, darunter Soltau, Bispingen, Munster, Neuenkirchen, Schneverdingen und Wietzendorf.
Ihm ist das Landgericht Lüneburg übergeordnet. Zuständiges Oberlandesgericht ist das Oberlandesgericht Celle.

## Geschichte

### Zeit vor 1852
Seit der Verleihung des Weichbildrechts 1388 gab es in Soltau ein Stadtgericht für Zivilsachen und einfache Polizeistrafsachen wie Ordnungswidrigkeiten, dessen Stadtrichter der Bürgermeister war. Im Dezember 1810 wurde Soltau direkt dem Kaiserreich Frankreich unterstellt. Stadtgerichte und Gerichte der Ämter wurden aufgehoben. Untere Justizbehörde für Soltau wurde der Kanton Walsrode. Nach dem Ende der französischen Besetzung 1813 trat wieder die alte Amtsverfassung von 1674 in Kraft. Soltau in der Amtsvogtei Fallingbostel unterstand wieder der Justizkanzlei Celle. 1823 wurden mit Inkrafttreten der Landdrosteiordnung alle Groß- und Amtsvogteien aufgelöst. Das Amt Soltau gehörte nun zur Landdrostei Lüneburg. Anstelle des Bürgermeisters sollte fortan ein Jurist das Amt des Stadtrichters ausüben. Bis 1830 war dies in Soltau Johann Friedrich Daniel Jaep. Sein Nachfolger war Franz Friedrich Achatz Eduard Weinlig.

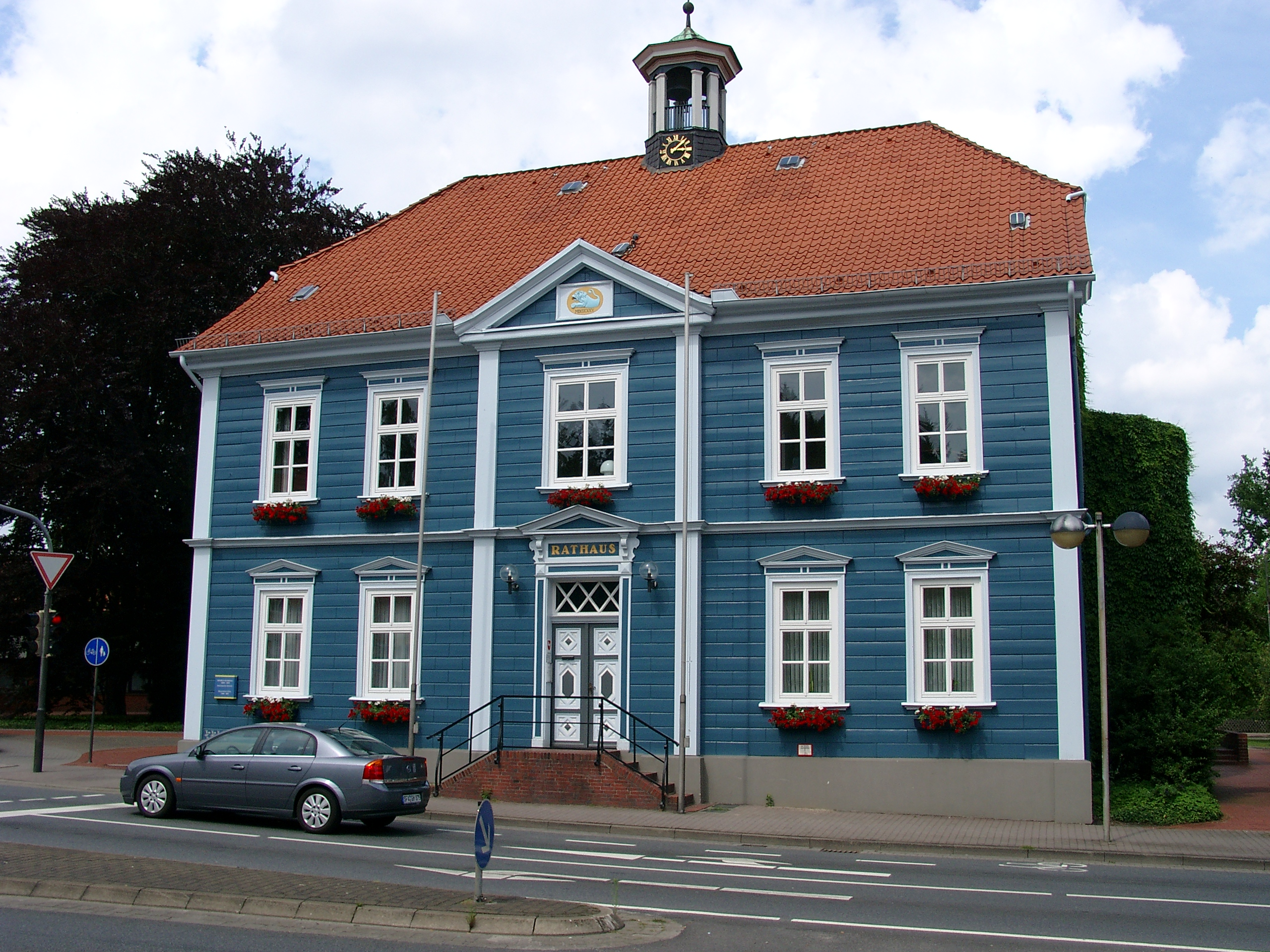
Altes Rathaus und ehemaliger Sitz des Amtsgerichts

Seit 1533 war das Rathaus in einer ehemaligen Kapelle in der Marktstraße untergebracht. 1826 entstand das Alte Rathaus an der Poststraße, das 1852 das Amtsgericht aufnahm. Bereits seit 1826 befanden sich im Rathaus eine Gerichtsstube, eine Registratur und zwei Gefängniszellen. Am 1. Oktober 1852 gab die Stadt Soltau ihre Selbständigkeit auf und unterstellte sich dem neugegründeten Amt Soltau.

### Von der Gründung des Amtsgerichts Soltau bis zum Ersten Weltkrieg
Mit dem am 1. Oktober 1852 in Kraft tretenden hannoverschen Gerichtsverfassungsgesetz vom 8. November 1850 wurden Verwaltung und Justiz endgültig voneinander getrennt. Jedes Amt erhielt ein Amtsgericht. Das Amt Soltau wurde zudem ergänzt um das Kirchspiel Wietzendorf vom Amt Bergen, das Kirchspiel Munster vom Klosteramt Ebstorf, das Kirchspiel Bispingen vom Amt Winsen und die Dörfer Dethlingen und Sültlingen aus dem Kirchspiel Müden.
Das ebenfalls 1852 eingerichtete Amt Schneverdingen verlor bereits 1859 seine Selbständigkeit und damit auch sein Amtsgericht und wurde, ohne das Kirchspiel Fintel, dem Amt Soltau zugewiesen.
Die Soltauer Amtsrichter entschieden zunächst bis zu einem Streitwert von 100 Talern, ab 1859 bis zu 150 Talern. Veröffentlichungen erscheinen seit 1864 in der Böhme-Zeitung. Unterstellt war das Amtsgericht Soltau dem Obergericht Celle. Im Jahre 1864 war das Amt Soltau für 16.257 Personen zuständig.
Im Jahre 1866 annektierte Preußen das Königreich Hannover. Das Amt Soltau verlor seine Selbständigkeit und gehörte fortan zum Großkreis Fallingbostel. Die ersten Grundbücher wurden ab 1877 angelegt.
Im Zuge der Großen Reichsjustizgesetze von 1877 wurden die Obergerichte durch Landgerichte ersetzt. Das Amtsgericht Soltau gehört seit dem 1. Oktober 1879 dem Landgerichtsbezirk Lüneburg an. Den Posten des Amtsanwalt als örtlichen Sitzungsvertreter übernahmen zunächst wie schon vor 1852 die Soltauer Bürgermeister. Am 1. April 1885 wurden aus den sieben Großkreisen zwölf Landkreise. Soltau erhielt seine Selbständigkeit zurück. Der Landkreis Soltau war nach dem Wechsel der Gemeinde Fintel in den Landkreis Rotenburg (Wümme) identisch mit dem Amtsgerichtsbezirk.
Die räumliche Enge im Rathaus führte immer wieder zu Auseinandersetzungen zwischen Stadt und Justiz, so führten beispielsweise 1904 beide einen Prozess gegeneinander, in dem es um die Reparaturkosten der Treppe im Rathaus ging. 1908 lagen die ersten Pläne für ein neues Gerichtsgebäude mit Gefängnistrakt vor. Keiner der zahlreichen Pläne wurde zunächst jedoch umgesetzt.
Erst 1939 wurde mit dem Bau des Amtsgerichtsgebäudes am Rühberg und dem Wohnhaus des Amtsrichters in der Blumenstraße begonnen.

### 1918 bis 1945
Nach dem Ende des Kaiserreiches wurde das Königlich Preußische Amtsgericht Soltau zum Preußischen Amtsgericht Soltau. Diesen Namen trug es bis Anfang 1935, als die Nationalsozialisten das Deutsche Reich in Reichsgaue unterteilten. Oberster Dienstherr des Amtsgerichts Soltau war nun der Reichsminister der Justiz in Berlin. Der Ordentlichen Gerichtsbarkeit wurde von den Nazis nach und nach mehr Zuständigkeiten entzogen. Es gipfelte schließlich darin, dass Justizminister Otto Thierack und Reichsführer SS Heinrich Himmler im September 1942 einen freiwilligen Zuständigkeitsverzicht der ordentlichen Gerichte gegenüber Minderheiten vereinbarten, was den Weg zur Vernichtung durch Arbeit freimachte. Weitere traurige Höhepunkte dieser Zeit waren beispielsweise die Willkür im Namen des Gesunden Volksempfinden und die Polenstrafrechtsverordnung aus dem Jahr 1941, an die sich auch das Amtsgericht Soltau zu halten hatte.
Die Belastung der Mitarbeiter des Amtsgerichts stiegen stetig an. So führten z. B. die Belegung des Lagers Wolterdingen mit SS-Angehörigen und das Einziehen von Richtern, Staatsanwälten und Beamten in den Krieg zu Personalengpässen, so dass sich benachbarte Amtsgerichte gegenseitig aushelfen mussten. Auch Rechtsanwälte mussten in der Staatsanwaltschaft aushelfen.
Am 7. April 1945 fand die letzte Strafrichtersitzung im Amtsgericht statt, am 18. April übergab Bürgermeister Klapproth die Stadt Soltau der britischen Militärbehörde. Alle deutschen Gerichte blieben bis aus weiteres geschlossen.

### Nachkriegszeit
Am 19. April 1945 nahm in den Räumen des Amtsgerichts im Rathaus das Gericht der 116. Militärregierung unter Major Spence den Dienst auf. Es herrschte dennoch völliger Stillstand der Rechtspflege. Für kurze Zeit wurden nach der alliierten Verordnung Nr. 2 ein Oberes, ein Mittleres und ein Einfaches Militärgericht eingerichtet, nach einer Weile blieb dann nur noch das Einfache Militärgericht in Soltau. Am 18. Oktober 1945 wurde das Amtsgericht wiedereröffnet. Bei Straftaten durch und gegen Nazis bzw. alliierte Streitkräfte blieben jedoch die Militärgerichte zuständig. Kriegsbedingte Aktenverluste waren nicht zu verzeichnen. Bis Oktober 1948 musste das Amtsgericht Soltau bei der britischen Militärregierung Berichte über die erfolgten Verurteilungen abgeben. Bereits im Juli 1946 wurden im Neubau am Rühberg unter anderem ein Richterzimmer eingerichtet.
Das Land Niedersachsen wurde am 1. November 1946 gegründet, das noch heute gültige Dienstsiegel wurde 1953 eingeführt. Die Zahl der Gerichtseingesessenen verdoppelte sich zwischen 1939 und 1950 auf über 65.000. Bis 1952 wurde deshalb die Anzahl der Richterstellen nach und nach auf insgesamt fünf angehoben. Ende März 1950 zog das Amtsgericht endgültig und vollständig aus dem Rathaus in das neue Amtsgerichtsgebäude.

### Gegenwärtige Situation
Ab Januar 1972 gab es elektrische Schreibmaschinen und Diktiergeräte. Zum 1. Juli 1977 wurde das Amtsgericht Soltau Familiengericht. Die sechste Planrichterstelle entstand.
Den höchsten Personalstand der Geschichte verzeichnete das Gericht 1986 mit 72 Mitarbeitern. Wegen erneuter Raumnot war kurzfristig über einen Neubau diskutiert worden, man entschied sich dann aber für den Kauf des Grundstücks Blumenstraße 5, wo Nebengebäude und ein Parkplatz entstanden. Der erste Computer wurde 1987 installiert. Bei einem Besuch des Justizministers Walter Remmers wurde erneut ein Neubau in Aussicht gestellt, dieser zerschlug sich jedoch. Zwischen 1991 und 1994 leistete das Amtsgericht sogenannte Partnerschaftshilfe für das Kreis- und spätere Amtsgericht Osterburg. Ende 1995 erhielt Ute Klee als erste Frau eine Richterstelle in Soltau.
Im Zuge der Konzentration im Justizbereich wurden die Insolvenzverfahren 1999 an das Amtsgericht Celle abgegeben, 2002 folgte das Handels- und Genossenschaftsregister. Für Mahnverfahren ist seit 2004 das Zentrale Mahngericht am Amtsgericht Uelzen zuständig. Zentrales Registergericht für die Führung des Handels-, Genossenschafts- und Vereinsregisters ist seit 2005 das Amtsgericht Lüneburg und für das Partnerschaftsregister das Amtsgericht Hannover. Weitere Aufgabenkonzentrationen sind zu erwarten.

## Aufsichtsrichter, Oberamtsrichter und Direktoren des Amtsgerichts
- 1852–1857: Otto Heinrich August von Dannenberg
- 1857–1858: Anselm Haber
- 1858–1879: Carl Johann Soltmann
- 1879–1886: Johann Christian Friedrich Kroseberg
- 1886–1891: Georg Meinhard
- 1891–1904: Ulfert Vietor
- 1904–1911: Friedrich Papendieck
- 1912–1914: August Kracke
- 1914–1922: Wilhelm Starcke
- 1923–1946: Wilhelm Metge
- 1947–1961: Johann-Carl Flügel
- 1962–1966: Heinrich Grotewold
- 1966–1985: Walter Stoppel
- 1985–1995: Bodo von Harbou
- 1996–2015: Sigmar Rundt
- seit 2015: Carsten Springer

## Personal und Räumlichkeiten
Das Amtsgericht hat insgesamt 54 Mitarbeiter, darunter neun Richter, 10 Rechtspfleger und fünf Gerichtsvollzieher. Das Hauptgebäude befindet sich am Rühberg, außerdem gibt es zwei Nebenstellen in der Blumenstraße.